# Полікраз-(Y)
Полікраз-(Y) — мінерал, складний оксид титану, ніобію, рідкісних земель, урану, свинцю і кальцію шаруватої будови.
Вперше був описаний у 1870 році в Расвазі, на острові Хідра (Хіттеро), поблизу Флеккефіорда, Норвегія.
Назва «полікраз» — від полі- і грецьк. «красис» — суміш (Th.Scheerer, 1844). Перейменований на полікраз-(Y) 1987 року.

## Загальний опис
Хімічна формула:
- 1. За Є. Лазаренком: (Y, Er, Ce, U,Pb, Ca) [(Ti, Nb, Ta)2(O, OH)6].
- 2. За «Fleischer's Glossary» (2004): (Y, Ca, Ce, U,Th) (Ti, Nb, Ta)2O6.

Домішки: сполуки Th, Fe, Si, Mg.
Сингонія ромбічна. Ромбо-дипірамідальний вид. Форми виділення: призматичні кристали та зерна неправильної форми. Густина 4,7-5,4. Твердість 6,0-6,75. Колір чорний, іноді з зеленуватим та буруватим відтінком. Блиск яскравий, напівметалічний. Злам нерівнораковистий. Риса жовтувата або червонувато-бура. Непрозорий або просвічує. Часто метаміктний. Радіоактивний. Ізотропний.
Зустрічається в гранітних та сієнітових пегматитах і розсипах разом з монацитом, ксенотимом, цирконом, слюдами. Знахідки: Арендаль, Крагерьо, Алве, Евьо, Івеланд, Гіттерьо — Норвегія, шт. Півд. Кароліна і Онтаріо (США), Памба (Бразилія).